# آكرون إلكترون

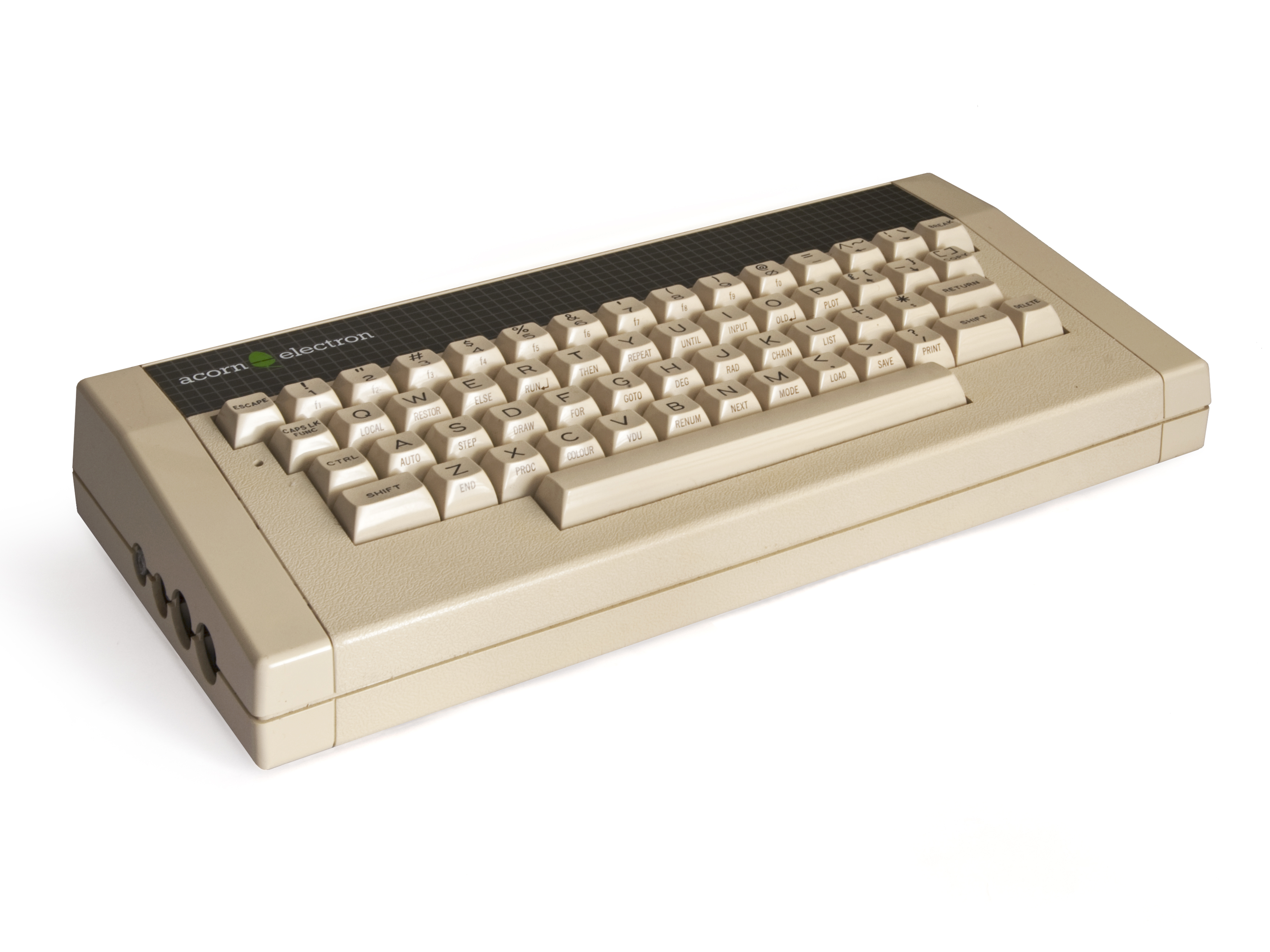
جهاز الحاسوب آكرون إلكترون

آكرون إلكترون (بالإنجليزية: Acorn Electron)‏، هو جهاز الحاسب التابع لنظام بي بي سي ميكرو، صدر بتاريخ 25 أغسطس 1983م.

## وصلات خارجية
- Electron MODE 7 Photos